# Coleophora argyrophlebella
Coleophora argyrophlebella é uma espécie de mariposa do gênero Coleophora pertencente à família Coleophoridae.